# Internet Movie Database
La IMDb, Internet Movie Database (en català: base de dades de pel·lícules a Internet) és una base de dades en línia amb informació sobre actors, pel·lícules, programes de televisió i videojocs. Fundada el 17 d'octubre de 1990, és propietat d'Amazon des de 1998. Inclou ressenyes, votacions populars i comentaris dels usuaris, per tal d'orientar els gustos cinèfils dels visitants o recopilar dades sobre el món audiovisual.

## Història
El projecte va començar l'any 1989 a Ginebra, a Suïssa, quan un grup d'investigadors del CERN van començar a crear un recull d'informació amb un banc de dades cinematogràfiques a forma de hobby. El seu nom inicial va ser rec.art.movies. Gràcies al sistema de llistes creat per l'informàtic anglès Colin Needham juntament amb tot un grup de col·laboradors, entre ells Dave Knight i Andy Krieg, va néixer la llista de films més gran i més complet de la xarxa. Needham va publicar el setembre de 1991 la primera eina simple (una sèrie de "shell scripts" d'Unix) que permetia la consulta de les llistes existents en aquell moment: la llista de directors, la d'actors, la d'actrius i la d'actors difunts. Amb la fusió d'aquestes quatre, la base de dades resultant es convertí finalment en la IMDb.
Amb els anys es va anar millorant la visibilitat, la usabilitat i el disseny de la web, i es van anar afegint altres idiomes, com el castellà, l'alemany o el francès, entre d'altres. Finalment, el 1996, IMDb va ser reconeguda com a empresa al Regne Unit i es va començar a finançar a través de la publicitat. Però, dos anys més tard, Col Nedham va arribar a un acord amb Amazon, qui va comprar la base de dades, adjuntant-la a la seva empresa.
Actualment la web rep aproximadament més de 100 milions de visites mensuals. A més, la base de dades consta d'uns 158 milions d'elements, entre els quals hi trobem 3.5 milions de pel·lícules, programes de la televisió i sèries, i més de 7 milions de fitxes d'actors, actrius, i personatges del món audiovisual.

### Publicació del lloc web
L'any 1992, la base de dades s'havia expandit per tal d'incloure categories addicionals de cineastes, curiositats, biografies i resums argumentals.
El 1993 es publicà la interfície creada per Alan Jay per fer consultes mitjançant el correu electrònic. Un any més tard, aquesta interfície es va revisar per acceptar l'enviament de tota la informació, fet que va permetre a la gent deixar d'enviar les seves actualitzacions a contenidors de llistes específics. No obstant això, es va seguir mantenint l'estructura per la qual la informació rebuda sobre una pel·lícula era dividida entre múltiples administradors de secció.
Paral·lelament, en el mateix 1993, es va publicar la base de dades a la World Wide Web amb el nom de Cardiff Internet Movie Database. Rob Hartill va ser l'autor original de la interfície del web que residia als servidors del Departament de Ciències de la Computació de la Universitat de Cardiff (Regne Unit). Des dels seus inicis, el lloc web ha estat desenvolupat a Perl i el sistema de base de dades és un desenvolupament propi.
Durant els següents anys, IMDb es va gestionar com un esforç col·lectiu d'un grup de voluntaris mentre s'afegien noves llistes, es completaven continguts incorporant característiques addicionals com la llista de noms alternatius i s'originaven millores i reescriptures de software.

### Constitució com a empresa
L'any 1996, IMDb es va constituir com empresa al Regne Unit, amb el nom de The Internet Movie Database Ltd. El fundador, Colin Needham, va esdevenir el propietari primari, així com la seva imatge principal. IMDb es va convertir en un servei patrocinat i finançat amb publicitat. El debut empresarial va venir acompanyat de noves seccions i una reescriptura i optimització del lloc web.

### Adquisició per Amazon.com
El 1998, Jeff Bezos, el fundador, propietari i CEO d'Amazon.com,va arribar a un acord amb Colin Needham i amb altres accionistes principals per comprar el 100% de les accions d'IMDb i així poder adjuntar-lo a Amazon.com com una empresa filial. Això va proporcionar a IMDb la capacitat de pagar salaris als accionistes per la seva feina, mentre que Amazon.com era capaç d'utilitzar IMDb com un recurs d'anuncis per tal de poder vendre DVD i cintes de vídeo.
IMDb va continuar expandint la seva funcionalitat. El 15 de gener de 2002 va afegir un servei de subscripció conegut com a IMDbPro, dirigit als professionals de l'entreteniment. IMDbPro va ser anunciat i llençat al Festival de Cinema de Sundance l'any 2002. Proporciona una varietat de serveis incloent detalls sobre la producció de la pel·lícula i taquilla, i també un directori de l'empresa.
Com un incentiu addicional pels usuaris, a partir de 2003, si són identificats entre els "100 millors contribuïdors" en termes de quantitats de presentacions de dades sòlides, reben accés gratuït a IMDbPro pel següent any; el 2006 això va ser augmentat als 150 millors contribuïdors, i el 2010, als 250 millors. El novembre de 2008. IMDb va llençar la seva primera versió oficial en una llengua estrangera, amb IMDb.de (en alemany). Addicionalment, el mateix any IMDb va adquirir dues altres companyes: Withoutabox i Box Office Mojo.
El 17 d'octubre de 2010, IMDb va produir un vídeo original amb motiu del seu 20è aniversari.
A partir del maig de 2011 el lloc ha estat filtrat a la Xina per més d'un any, tot i que molts internautes el consulten a través d'un servidor proxy o una xarxa privada virtual.
El 2012 Amazon X-Ray utilitza les dades de IMDb.

## Funcions

### IMDb Top 250
"The IMDb Top 250" pretén ser una llista de les 250 pel·lícules amb millor qualificació, basada en les qualificacions dels usuaris registrats al lloc web. Només les produccions cinematogràfiques (excloent documentals) que durin un mínim de 45 minuts i tinguin més de 3.000 qualificacions poden ser considerades; tota la resta no és escollible.

### Càlcul del rànquing
Davant de la confidencialitat de cada vot, s'han de tenir en compte diversos factors que pren IMDb per mantenir l'eficàcia del càlcul final d'una entrada. A la mateixa llista del Top 250 no es divulguen deliberadament els criteris utilitzats perquè una persona sigui comptada com a votant habitual. Tot així, el pes del vot per cada publicació es basa en una fórmula ponderada de qualificació a la qual es refereix la ciència actuarial.
La pàgina web realitza la mitjana de les valoracions de cada entrada mitjançant l'estadística bayesiana. Aquest és un sistema que permet fer les ponderacions de manera que les qualificacions siguin termes amb un grau de creença i probabilitat. Els models estadístics especifiquen un conjunt de supòsits i processos estadístics que representen com es generen les dades de la mostra. Tenen diversos paràmetres que es poden modificar.
A continuació, podem observar un exemple clar sobre com es realitza la mitjana seguint aquesta formula matemàtica:

{\displaystyle P=(Q\cdot v+Vm\cdot m)\div (v\cdot m)}
En primer lloc, el símbol {\displaystyle P} d'aquesta fórmula equival a una mitjana aritmètica posterior bayesiana i, en especial, a la {\displaystyle P}onderació final.
Aquesta formula s'inicia amb la {\displaystyle Q}ualificació prové del nombre exacte de la mitjana. Fa exactament la mateixa funció aritmètica que la ponderació, però només seguint estrictament els paràmetres de l'u al deu per cada entrada d'un film. Aquest es multiplica pel número total de {\displaystyle v}ots que rep l'obra en qüestió. La xifra donada per aquesta multiplació la dividirem entre el {\displaystyle V}ot {\displaystyle m}itjà multiplicat per la {\displaystyle m}ínima dels vots on l'entrada ha de ser inclosa amb més de vint-i-cinc mil, sinó l'entrada no pot ser realitzada mitjançant aquest model d'estadística bayesiana.
Finalment, el resultat del primer apartat es divideix entre la xifra donada en la multiplació del número total de {\displaystyle v}ots i la {\displaystyle m}ínima requerida. Així doncs obtindríem el càlcul final del rànquing de qualsevol entrada de la pàgina IMDb.

### Cerca avançada
Aquesta funció permet realitzar una recerca avançada dins la pàgina web. Hi ha quatre maneres de fer aquesta cerca. La primera de totes es realitzar una recerca avançada sobre pel·lícules, series o videojocs mitjançant el títol en qüestió. La segona és fer una recerca de persones mitjançant el seu nom. La tercera és la recerca de títols mitjançant col·laboracions entre dues persones. Aquesta recerca es pot fer introduint el nom de les dues persones en qüestió o bé introduint dos títols que continguin les mateixes persones. La quarta manera de fer aquesta recerca avançada és mitjançant un tema o tòpic. Dins d'aquesta opció de recerca i han dues maneres més, sent aquestes més concretes. Una es per trobar títols mitjançant l'argument, cites, bandes sonores, versions, etc. I l'altre és per trobar persones mitjançant la seva biografia, cites o curiositats.

### Calendari d'estrena
Aquesta funció permet a l'usuari fer una recerca per mesos de les sèries i pel·lícules que s'estrenaran i les dates de tornada d'aquestes en el mes determinat en el que es trobi. El calendari permet fer una cerca de títols segons el gènere d'aquests, segons si són sèries o pel·lícules, la qualificació obtinguda d'aquestes, l'any de llançament o mitjançant paraules clau. Aquesta funció també permet a l'usuari escollir l'ordre dels títols de la llista segons la popularitat, l'ordre alfabètic, la qualificació obtinguda per IMDb, el nombre de vots, la data de llançament, la durada i la data en què van ser afegits.

### Cercador de celebritats
Aquesta funció permet fer una cerca de celebritats entre més de 5,147,701 noms. Aquesta cerca es pot fer mitjançant l'opció d'ordenar la llista per ordre de popularitat de les celebritats, en ordre ascendent o descendent. Aquesta funció també permet realitzar una cerca per ordre alfabètic o bé per la data de naixement o de mort de la celebritat en qüestió.

### Zona de col·laboradors
IMDb posa especial interès que els usuaris de la pàgina hi afegeixin nou contingut. La gran i constant participació dels usuaris en aquesta pàgina web és una de les raons per les quals aquesta base de dades contingui un volum tan gran d'informació. Així doncs aquesta funció permet als usuaris de la pàgina registrar-se com a col·laboradors per tal de afegir o modificar continguts a la web.

### Secció "connexions"
Una de les seccions més útils per a la investigació i els estudis audiovisuals és aquesta secció "oculta" anomenada connexions. Aquest apartat es pot trobar desplaçant la fitxa de la pel·lícula fins a arribar a una de les últimes seccions anomenada "Did you know?" on s'hi troba l'apartat esmentat.
Són moltes les ocasions que en una pel·lícula es fa un homenatge a una altra o mencions a actors, repetició de diàlegs o parodies. D'aquesta manera en aquest apartat de connexions s'hi poden veure aquestes referències dins de la pel·lícula.

### Aplicació mòbil
D'ençà que va arribar l'aplicació per a mòbils d'IMDb molta gent considera que l'aplicació supera a la pàgina web d'escriptori tant per la seva interfície com per la velocitat de cerca i la comoditat que suposa poder tenir tota aquesta informació a la butxaca quan es necessiti. Aquesta aplicació es pot trobar tant per a sistemes operatius d'Android o IOS i segons la informació publicada per IMDb, l'aplicació ha estat descarregada per més de 150 milions de persones al voltant del món.

### Visualització instantània
El 15 de setembre de 2008, es va afegir una característica que permet una visualització instantània de més de 6.000 pel·lícules i programes de televisió de CBS, Sony i una sèrie de cineastes independents, amb accés directe des dels seus perfils.A causa de restriccions de llicència, aquesta funció només està disponible per als espectadors als Estats Units.

## Contingut i format

### Dades proporcionades per temes
El 2006, IMDb va introduir el seu "Résumé Subscription Service", on els actors i la tripulació podien publicar el seu propi résumé i penjar fotos seves per una quota anual. l el càrrec anual base per incloure una foto amb un compte va ser de 39,95 dòlars a EUA fins a l'any 2010, quan es va augmentar a 54,95 dòlars. Les pàgines del résumé d'IMDb es conserven en una subpàgina de l'entrada regular sobre aquesta persona, amb una entrada regular creada automàticament per a cada subscriptor del résumé que encara no en tingui cap.
A partir del 2012, Resume Services ja s'inclou com a part d'una subscripció a IMDbPro i ja no s'ofereix com a servei de subscripció independent.

### Problemes de drets d'autor, vandalisme i errors
Tots els voluntaris que aporten contingut a la base de dades conserven tècnicament els drets d'autor sobre les seves contribucions, però la compilació del contingut passa a ser propietat exclusiva d'IMDb amb el dret complet de copiar, modificar i subllicenciar i es comprova abans de publicar-lo. No es dona crèdit a pàgines de títol o filmografia específiques als col·laboradors que hagin proporcionat informació. Per contra, una entrada de text acreditada, com ara un resum argumental, pot ser corregida pel contingut, la gramàtica, l'estructura de les frases, l'omissió o l'error percebut per altres col·laboradors sense haver d'afegir els seus noms com a coautors. A causa del temps necessari per processar les dades o el text enviat abans que es mostri, IMDb és diferent dels projectes aportats pels usuaris com Discogs, OpenStreetMap o Wikipedia, ja que els col·laboradors no poden afegir, suprimir o modificar les dades o el text per impuls, i la manipulació de dades està controlada per la tecnologia IMDb i el personal assalariat.
IMDb ha estat objecte d'addicions deliberades d'informació falsa; el 2012, un portaveu va dir: "Facilitem als usuaris i professionals l'actualització de bona part del nostre contingut, per això tenim una" pàgina d'edició ". Les dades que s'envien passen per una sèrie de comprovacions de coherència abans que es publiquin. Tenint en compte el gran volum d'informació, els errors ocasionals són inevitables i, quan s'informa, s'arreglen ràpidament. Sempre agraïm les correccions. "
Segons els informes, la base de dades de pel·lícules de Java (JMDB) està creant un fitxer IMDb_Error.log que enumera tots els errors trobats en processar els fitxers de text pla IMDb. Una alternativa de Wiki a IMDb és Open Media Database, el contingut del qual també és aportat pels usuaris, però amb llicència CC-by i GFDL. Des del 2007, IMDb ha estat experimentant amb seccions programades per wiki per a sinopsis de pel·lícules completes, guies parentals i preguntes freqüents sobre títols, tal com determinen (i responen) els col·laboradors individuals.

### Accés i format de dades
IMDb no proporciona cap API per a consultes automatitzades. Tanmateix, la majoria de les dades es poden descarregar com a fitxers de text pla comprimits i la informació es pot extreure mitjançant les eines de la interfície de línia de comandes proporcionades. També hi ha una aplicació d'interfície gràfica d'usuari (GUI) basada en Java que és capaç de processar els fitxers de text pla comprimit, que permet fer una cerca i mostrar la informació. Aquesta aplicació GUI admet diferents idiomes, però les dades relacionades amb la pel·lícula estan en anglès, tal com les posa a disposició IMDb. També es pot utilitzar un paquet Python anomenat IMDbPY per processar fitxers de text pla comprimits en diverses bases de dades SQL, cosa que facilita l'accés a tot el conjunt de dades per a la cerca o l'explotació de dades.

### Títols de pel·lícules
L'IMDb té llocs en anglès, així com versions traduïdes totalment o parcialment a altres idiomes (danès, finès, francès, alemany, hongarès, italià, polonès, portuguès, castellà i romanès). Els llocs en anglès no mostren títols de pel·lícules en l'idioma especificat. Originalment, els llocs en anglès d'IMDb mostraven títols segons el seu idioma original de país d'origen, però, el 2010, IMDb va començar a permetre als usuaris individuals del Regne Unit i dels Estats Units triar la visualització del títol principal mitjançant els títols en idioma original o bé als EUA o Títol del llançament al Regne Unit (normalment, en anglès).

## IMDbPro
IMDb consta d'una versió de pagament que ofereix més opcions i possibilitats, fonamentalment encarades als professionals del món cinematogràfic. Aquesta versió crear un perfil, al qual es poden afegir imatges, vídeos, biografia, un portfolio, etc. També et permet estar connectat amb el món cinematogràfic, oferint-te detalls de contacte de figures o productores. Aquestes serien les opcions més destacades, tot i que n'ofereix bastantes més, com ara veure eles títols en desenvolupament els quals no es troben disponibles a IMDb.

## Crítiques
El 2011, en el cas de Hoang v Amazon.com, IMDb va ser demandat per una actriu en l'anonimat per més d'1 milió de dòlars a causa del fet que van revelar la seva edat (40, en el moment). L'actriu va afirmar que la revelació de la seva edat podria causar que perdi oportunitats d'actuació. El jutge Marsha J. Pechman, un jutge de districte dels EUA a Seattle, va desestimar la demanda, dient que l'actriu no tenia motius per procedir a una denúncia anònima. Va tornar a presentar-se i així va revelar que la demandant és una Hoang Huong de Texas, qui usa el nom artístic de Junie Hoang.En 2013, Pechman va desestimar totes les causes d'acció a excepció d'una demanda per incompliment de contracte en contra IMDb.